# Pipile pipile
Il guan fischiatore di Trinidad (Pipile pipile Jacquin, 1784) è un uccello della famiglia Cracidae, endemico di Trinidad.

## Descrizione
Questo uccello raro ha il piumaggio di colore bruno-nerastro su quasi tutto il corpo tranne per il capo e la punta delle ali che sono di colore bianco. La parte intorno agli occhi è nuda ed è di colore blu mentre le zampe sono di colore rosso.

## Distribuzione e habitat
È endemico dell'isola di Trinidad. Precedentemente viveva nelle foreste di tutta l'isola. Oggi l'unica popolazione restante si trova nella parte orientale delle colline del Northern Range, dove gli rimangono solo 150 km² di areale.
Questo uccello vive nelle fitte foreste tropicali collinari che si trovano vicino a corsi d'acqua.

## Biologia

### Alimentazione
Questo uccello si nutre soprattutto di frutta e semi, preferisce il frutto dell'albero di Virola surinamensis.

### Riproduzione
Si sa pochissimo sulla riproduzione di questo uccello. La stagione degli amori dura tutto l'anno. 
I nidi si trovano soprattutto sulle cime degli alberi molto folti, nascosti tra la vegetazione, e solitamente contengono 2 uova.

## Conservazione
La Lista rossa IUCN classifica Pipile pipile come specie in pericolo critico di estinzione (Critically Endangered).